# 시티 칼리지 오브 뉴욕
시티 칼리지 오브 뉴욕(City College of New York)은 뉴욕시 뉴욕시립대학교 내 공립 연구형 대학이다. 1847년 설립된 시티 칼리지는 미국 최초의 무료 공립 고등교육기관이다. CUNY의 25개 고등학습기관 중 가장 오래된 학교이며 대표 칼리지로 간주된다.
맨해튼 할렘을 들여다볼 수 있는 해밀튼하이츠에 위치한 시티 칼리지의 14헥타르 면적의 캠퍼스는 130번가에서 141번가에 이르는 코벤트 애비뉴를 아우른다.

## 같이 보기
- 뉴욕 주립 대학교